# Melampyrum vaudense
Melampyrum vaudense är en snyltrotsväxtart som först beskrevs av Karl Carl Ronniger, och fick sitt nu gällande namn av Soó. Melampyrum vaudense ingår i släktet kovaller, och familjen snyltrotsväxter. Inga underarter finns listade i Catalogue of Life.